# James Bryce
James Bryce, 1. vikomt Bryce (James Bryce, 1st Viscount Bryce of Dechmount) (10. května 1838, Belfast, Irsko – 22. ledna 1922, Sidmouth, Devon, Anglie) byl britský státovědec, právník, politik, diplomat, spisovatel a cestovatel. Od mládí se uplatňoval v justici, později byl profesorem na Oxfordské univerzitě, prosadil se jako autor řady spisů z oboru práva a historie. Jako vlivný člen Liberální strany byl dlouholetým poslancem Dolní sněmovny a v různých ministerských funkcích členem několika vlád. Vrcholem jeho kariéry byl post velvyslance v USA (1907–1913), kde sehrál důležitou úlohu těsně před první světovou válkou. Po návratu z Ameriky se s titulem vikomta stal členem Sněmovny lordů (1914).

## Životopis

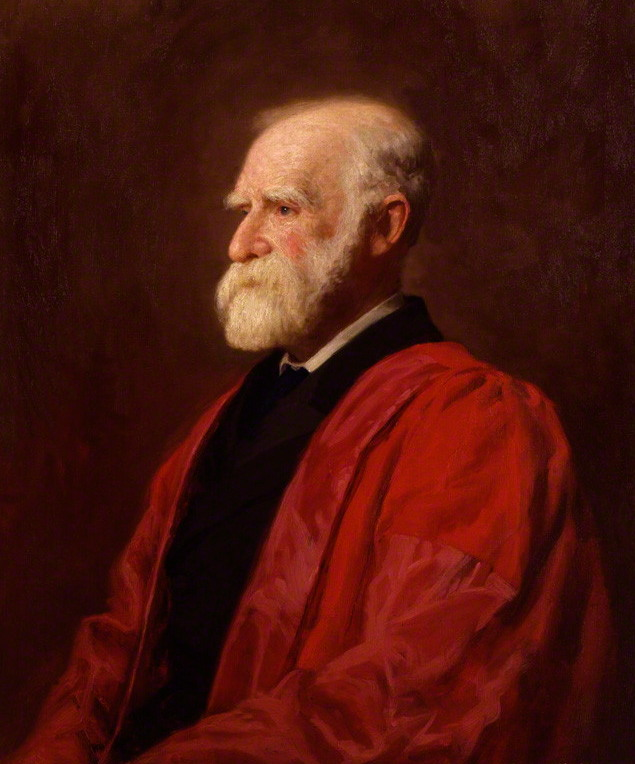
Portrét z roku 1907 (sbírky Národní portrétní galerie (Londýn))

Pocházel z Irska, narodil se jako starší syn geologa Jamese Bryce (1806–1877). Středoškolské vzdělání absolvoval v rodném Belfastu, univerzitní studia absolvoval v Glasgow, Oxfordu a Heidelbergu. Po studiích působil jako advokát v Londýně, v roce 1870 byl povolán na Oxfordskou univerzitu, kde působil jako profesor občanského práva. Jako autor řady knih s historickou a právnickou tematikou získal reputaci v odborných kruzích. Často také cestoval po Evropě a proslul mimo jiné jako horolezec (v letech 1899–1901 byl prezidentem Alpinistického klubu). V letech 1880–1907 byl poslancem Dolní sněmovny a patřil k vlivným politikům Liberální strany. V Gladstonově třetí vládě zastával funkci státního podsekretáře zahraničí (1886), v jeho dalším kabinetu převzal post lorda kancléře vévodství lancasterského, tj. ministra bez portfeje (1892–1894), od roku 1892 byl zároveň členem Tajné rady. V letech 1894–1895 byl ministrem obchodu (prezidentem úřadu pro obchod). V době konzervativních vlád setrval deset let v opozici (1895–1905), v Campbell-Bannermanově kabinetu získal funkci ministra pro Irsko (1905–1907; členem irské Tajné rady byl již od roku 1895).
Jeho literární práce s tematikou USA (The American Commonwealth, 1888) jej učinily v zámoří populárním a byly jedním z impulsů jeho jmenování diplomatickým reprezentantem ve Washingtonu. Velvyslancem ve Spojených státech byl jmenován v roce 1907, což po jeho odchodu z vlády vedlo k několika personálním změnám kabinetu. Bryce pak v USA ovlivnil veřejné mínění a názor na Německo, což mělo velký význam před první světovou válkou. K blízkosti britsko-amerických diplomatických vztahů přispělo i jeho přátelství s významnými politickými osobnostmi (prezident Theodore Roosevelt). V roce 1913 se vrátil do Anglie a v roce 1914 byl s titulem vikomta povolán do Sněmovny lordů. V roce 1915 vypracoval zprávu The Bryce Report o německých represích na civilním obyvatelstvu v Belgii a jako první veřejně kritizoval genocidu Arménů ze strany Turků. Po válce byl členem Mezinárodního soudního dvora v Haagu a podporoval vznik Společnosti národů.
Za své aktivity byl nositelem Řádu Za zásluhy (1907) a velkokříže Viktoriina řádu (1918). Získal čestný doktorát na třech anglických univerzitách, byl též členem Královské společnosti a v letech 1913–1917 prezidentem Britské akademie.
V roce 1889 se oženil s Elizabeth Ashton (1854–1939), dcerou bohatého textilního průmyslníka a mecenáše Thomase Ashtona (1818–1898). Manželství zůstalo bez potomstva a Jamesovým úmrtím titul vikomta zanikl.
Jeho mladší bratr John Annan Bryce (1841–1923) se prosadil jako podnikatel v Indii a v letech 1906–1918 byl poslancem Dolní sněmovny za Liberální stranu.

## Dílo
- The Flora of the Island of Aran (1859)
- The Holy Roman Empire (1864)
- Report on the Condition of Education in Lancashire (1867)
- Transcaucasia and Ararat (1877)
- The American Commonwealth (1888)
- Impressions of South Africa (1897)
- Studies in History and Jurisprudence (1901)
- South America: Observations and Impressions (1912)
- University and Historical Addresses: Delivered a During a Residence in the United States as Ambassador of Great Britain
- Modern democracies (1921)